# Moulézan
Moulézan település Franciaországban, Gard megyében. Lakosainak száma 640 fő (2022. január 1.). Moulézan Aigremont, Cannes-et-Clairan, Fons, Montmirat, Saint-Théodorit és Montagnac községekkel határos.

## Népesség
A település népességének változása:
| Lakosok száma | 638  | 635  | 637  | 648  | 652  | 665  | 656  | 648  | 640  |
|               | 2013 | 2015 | 2016 | 2017 | 2018 | 2019 | 2020 | 2021 | 2022 |